# Tres pics i repicó
Tres pics i repicó fou un programa de televisió en format de concurs i comèdia presentat per Antoni Bassas i Onieva, que es va emetre per TV3 entre el 6 d'octubre de 1988 i el 27 de juny de 1991. Fou dirigit i escrit per Joaquim Maria Puyal i un dels membres de l'equip de guionistes va ser Jaume Cabré.
Entre els col·laboradors del programa cal destacar el pianista Lucky Guri i el còmic Cesc Queral, que hi va crear el famós personatge de La Vicenteta, també dita La Visanteta. També hi participaren Màgic Andreu, Jordi LP, Amparo Moreno o els assistents Xavier Guix i Miquel Murga. Entre les hostesses del programa van figurar Marta de Pablo o Mónica Pont.
Va guanyar el TP d'Or 1988 i el TP d'Or 1989 al millor programa d'entreteniment en català. El seu format de concurs amb preguntes lingüístiques, de gran èxit en el seu moment, seria seguit per altres concursos de TV3 com El joc del segle.

## Format
Es tractava d'un concurs on participaven setmanalment tres concursants que havien de tirar un dau i moure's per les caselles superant les proves plantejades. El concurs tenia tres nivells de dificultat o pistes (blava, vermella i negra) i els concursants havien de superar preguntes de cultura general, proves d'observació, de compenetració familiar, etc. En cas de dubte, la jutgessa (Carme Llaràs) aclaria la prova i diagnosticava si se superava o no. També hi apareixia cada setmana un personatge convidat i obstacles en forma de preguntes relacionades amb la llengua.
Per a concursar en la pista blava no era necessari dur d'acompanyants. En canvi, si el concursant participava a la pista vermella havia de fer-ho acompanyat per membres de la seva família (parella, un nen, un avi i un adolescent). Finalment, el concursant de la pista negra havia de formar un grup amb quatre persones expertes en temes diversos. Cada pista acabava amb el repicó, un joc en què els concursants consolidaven els diners guanyats i aspiraven a altres premis. El repicó més popular va ser el de la prova de la frase maleïda, corresponent a la pista negra.